# Three Kisses
Three Kisses (Serientitel in den USA: Topper Special Series: Three Kisses) ist ein US-amerikanischer Kurzfilm aus dem Jahr 1955 von Justin B. Herman. Der Film erhielt eine Oscarnominierung.

## Inhalt
Im Film wird das seinerzeit legendäre Cork Hurling Team der 1950er-Jahre in verschiedenen Situationen gezeigt. Wichtige Sequenzen des Films entstanden in Thurles in der Republik Irland.

## Produktionsnotizen
Der Film gehört zur Topper Special Serie von Paramount Pictures. In einem späteren Bericht über die wieder entdeckten Hurlingfilme aus den 1955er-Jahren, heißt es, sie hätten „einen wichtigen historischen Wert und repräsentierten einige der wenigen Beispiele für bewegte Bildaufnahmen von gälischen Spielen aus dieser Zeit“.

## Auszeichnung
1956 wurde Justin B. Herman mit dem von ihm produzierten Film in der Kategorie „Bester Kurzfilm“ (eine Filmrolle) für den Oscar nominiert, konnte sich jedoch nicht gegen Edmund Reek und seinen Film Survival City durchsetzen.